# Энгман, Эрнест Карлович
Эрнест Карлович Энгман (1860—1901) — военный инженер, профессор Николаевской инженерной академии.

## Биография
Родился 19 июня (1 июля) 1860 года в семье Карла Лаврентьевича Энгмана.
В 1879 году окончил 2-ю Санкт-Петербургскую гимназию и поступил в Николаевское инженерное училище из которого был выпущен подпоручиком в 1882 году в железнодорожный батальон. Прослужив около трёх лет, поступил в Николаевскую инженерную академию. Академию он окончил первым по успеваемости, был записан на мраморную доску и оставлен для приготовления к профессорскому званию. Начал преподавать в академии репетитором.
Преподавал фортификацию в Николаевской инженерной академии до конца жизни; в 1883 году получил кафедру фортификации; в 1895 году произведён в подполковники; в 1898 году был избран экстраординарным профессором. Также он читал лекции в Инженерном училище, в воздухоплавательном парке и в Павловском училище.
Был членом «Общества ревнителей военных знаний», активным сотрудником «Разведчика» и «Инженерного журнала».
Умер скоропостижно 24 августа (6 сентября) 1901 года. Был похоронен на Сорвальском кладбище.